# Amtsgericht Altlandsberg

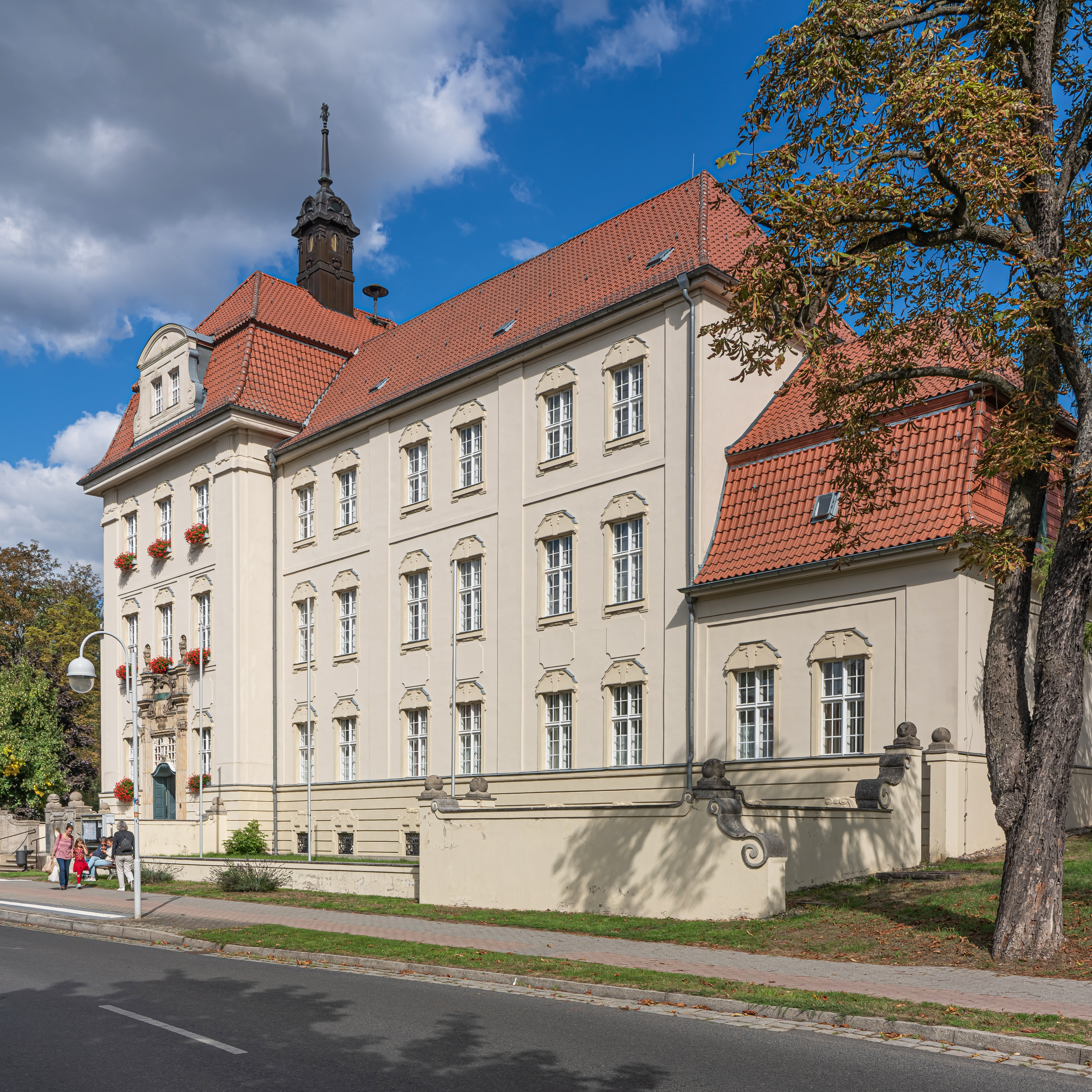
Amtsgerichtsgebäude, heute Rathaus (2022)

Das Amtsgericht Altlandsberg (historisch auch Amtsgericht Alt Landsberg oder Amtsgericht Alt-Landsberg) war ein preußisches Amtsgericht mit Sitz in Altlandsberg, Provinz Brandenburg.

## Geschichte
In Altlandsberg diente das königliche Land- und Stadtgericht Alt Landsberg bis 1849 als Eingangsgericht. Daneben bestanden Patrimonialgerichte. Ab 1849 war das königliche Kreisgericht Berlin das zuständige Gericht. In Altlandsberg wurde eine Zweigstelle (Gerichtskommission) gebildet. Übergeordnet war das Kammergericht als Appellationsgericht. Im Rahmen der Reichsjustizgesetze wurden diese Gerichte aufgehoben und reichsweit einheitlich Oberlandes-, Land- und Amtsgerichte gebildet. Das königlich preußische Amtsgericht Alt-Landsberg wurde mit Wirkung zum 1. Oktober 1879 als eines von elf Amtsgerichten im Bezirk des Landgerichtes Berlin II im Bezirk des Kammergerichtes gebildet. Der Sitz des Gerichtes war die Stadt Altlandsberg.
Sein Gerichtsbezirk umfasste
- aus dem Landkreis Niederbarnim den Stadtbezirk Alt-Landsberg, die Amtsbezirke Alt-Landsberg, Blumberg, Fredersdorf, Herzfelde, Löhme, Neuenhagen, Rehfelde, Rüdersdorf, Rüdersdorfer Forst und Basdorf, den Amtsbezirk Arensfelde ohne den Gemeindebezirk Arensfelde sowie den Amtsbezirk Dahlwitz ohne den Gemeindebezirk und Gutsbezirk Schöneiche
- aus dem Landkreis Oberbarnim den Stadtbezirk Werneuchen, den Amtsbezirk Buchholz sowie die Gemeindebezirke Weesow und Wilmersdorf aus dem Amtsbezirk Beiersdorf.[1]

Am Gericht bestanden 1880 drei Richterstellen. Das Amtsgericht war damit ein mittelgroßes Amtsgericht im Landgerichtsbezirk. Gerichtstage wurden in Alte-Grund (Rüdersdorf) abgehalten. Im Jahre 1894 wurde ein Teil des Gerichtsbezirkes abgetrennt und dem neu gegründeten Amtsgericht Rüdersdorf zugeordnet. Im Jahre 1899 wurde das Amtsgericht Altlandsberg dem Landgericht Berlin III zugeteilt. Mit der Zusammenlegung der Berliner Landgerichte kam das Amtsgericht Altlandsberg 1933 zum Landgericht Berlin. Nach dem Zweiten Weltkrieg wurde das Amtsgericht Altlandsberg dem Landgericht Potsdam und von 1951 bis 1952 dem Landgericht Eberswalde zugeordnet. 1952 wurden in der DDR die Amtsgerichte abgeschafft und stattdessen Kreisgerichte gebildet. Altlandsberg kam zum Kreis Strausberg, zuständiges Gericht war damit das Kreisgericht Strausberg. Das Amtsgericht Altlandsberg wurde aufgehoben und auch nach dem Zusammenbruch der DDR nicht neu errichtet.

## Amtsgerichtsgebäude
Das Amtsgerichtsgebäude (Berliner Allee 6) wird heute als Rathaus genutzt. Es steht als Baudenkmal unter Denkmalschutz.